# Martin Švagerko
Martin Švagerko (Banská Bystrica, 2 ottobre 1967) è un ex saltatore con gli sci slovacco, vincitore di varie medaglie iridate. Per gran parte della carriera, prima della dissoluzione della Cecoslovacchia (1992), gareggiò per la nazionale cecoslovacca.

## Biografia
In Coppa del Mondo esordì il 30 dicembre 1983 a Oberstdorf (41°) e ottenne l'unica vittoria, nonché primo podio, il 21 dicembre 1986 a Chamonix.
In carriera prese parte a due edizioni dei Giochi olimpici invernali, Sarajevo 1984 (42° nel trampolino lungo) e Lillehammer 1994 (25° nel trampolino normale, 28° nel trampolino lungo), a quattro dei Campionati mondiali, vincendo due medaglie, e a una dei Mondiali di volo, Vikersund 1990 (28°).

## Palmarès

### Mondiali
- 2 medaglie:
  - 1 argento (gara a squadre a Falun 1993)
  - 1 bronzo (gara a squadre a Lahti 1989)

### Mondiali juniores
- 1 medaglia:
  - 1 oro (K80 a Trondheim 1984)

### Coppa del Mondo
- Miglior piazzamento in classifica generale: 24º nel 1986
- 2 podi (entrambi individuali):
  - 1 vittoria
  - 1 terzo posto

#### Coppa del Mondo - vittorie
| Data             | Località | Nazione | Trampolino  |
| ---------------- | -------- | ------- | ----------- |
| 21 dicembre 1986 | Chamonix | Francia | Le Mont K95 |